# Eysins
Eysins is een gemeente en plaats in het Zwitserse kanton Vaud, en maakt deel uit van het district Nyon.
Eysins telt 927 inwoners.